# داريل ديفيد
داريل ديفيد (بالإنجليزية: Darryl David)‏ هو سياسي سنغافوري، ولد في 1971 في سنغافورة. حزبياً، نشط في حزب العمل الشعبي. وقد انتخب عضو مجلس الشعب السنغافوري عن دائرة Ang Mo Kio Group Representation Constituency ‏ وقد انضم خلال فترته النيابية ‏  للكتلة البرلمانية حزب العمل الشعبي.